# Viettel Group
Viettel Group (Vietnam Military Telecommunications Group, Tập đoàn Viễn thông Quân đội) — одна из двух крупнейших телекоммуникационных компаний Вьетнама (наряду с VNPT), входит в пятёрку крупнейших компаний страны. Штаб-квартира расположена в Ханое. Принадлежит министерству обороны Вьетнама. Основные сферы интересов — мобильная связь, интернет-услуги и производство электроники. 
В состав Viettel Group входит крупнейший вьетнамский мобильный оператор Viettel Mobile (по состоянию на 2012 год имел почти 60 млн клиентов). В 2010 году компания ввела услуги 3G, в 2011 году купила у Vietnam Electricity компанию EVNTelecom, в 2012 году начала производство собственных мобильных телефонов (ранее их выпускала китайская компания Huawei), в 2013 году приступила к производству радиоэлектронного оборудования для армии Вьетнама, в 2014 году — беспилотных летательных аппаратов.
В 2014 году оборот Viettel Group составил почти 9,4 млрд долл. (на 20 % больше показателя предыдущего года). Прибыль компании до вычета налогов составила почти 1,5 млрд долл. (выше на 15 % чем в 2013 году). К концу 2014 года у Viettel было 57,4 млн клиентов, включая 55,5 млн пользователей мобильных услуг, а также 17,5 млн клиентов за рубежом, включая 815 тыс. подписчиков стационарной связи.

## Подразделения
- Vietnam Distribution (Viettel Import and Export Co.)
- Viettel New Service Development
- Viettel Post
- Viettel Investment and Real Estate
- Viettel International Investment
- Viettel Football Training Center

Vietnam Distribution занимается продвижением во Вьетнаме продукции марок Hewlett Packard и Fujitsu. В 2007 году тайваньская группа Chunghwa Telecom основала с Viettel Group совместное предприятие для предоставления интернет-услуг во Вьетнаме. 
Viettel Group имеет дочерние телекоммуникационные фирмы в Лаосе, Камбодже, Бангладеш, Гаити, Перу, Мозамбике, Камеруне и Танзании.